# Grand Plaza I
Grand Plaza I è un grattacielo ad uso residenziale di Chicago, Illinois.

## Caratteristiche
L'edificio, alto 195 metri è più alto del suo grattacielo gemello di una ventina di metri. Con il suo gemello condivide l'architettura esterna e una base in comune nella quale si trovano vari negozi e un centro commerciale.